# 北海道カブスリーグU-15
北海道カブスリーグU-15（ほっかいどうカブスリーグアンダーフィフティーン）は、北海道で行われる、第3種登録チーム（U-15、中学生年代）によるサッカーのリーグ戦である。主催は北海道サッカー協会。

## 概要
リーグ戦自体は2007年に開始された。下部リーグ（ブロックリーグ・地区リーグ）を含めた制度が整ったのは2009年である。
2019年のレギュレーションでは、1部の上位2チームが高円宮杯 JFA 全日本U-15サッカー選手権大会の出場権を得る。なお2013年のレギュレーションでは、1部優勝チームは高円宮杯の出場権を直接獲得し、それ以外の1部・2部全チームは同大会北海道予選のブロック予選を免除されるものとされていた。
U-15世代でのリーグ戦として、全国9地域（社会人サッカーの地域リーグやU-18のプリンスリーグなどに相当）の中でも最初期に実施されており、当時の北海道クラブユースサッカー連盟理事長・加藤孝俊は、北海道という広い地域でU-15のリーグ戦を実現させたことが、他の地域でも実現可能という感触を与えたと述べている。

## 方式
- 試合時間は80分。
- 会場は2014年より原則としてホーム・アンド・アウェーとなる（一部集約開催あり）[4]。2013年の時点では、毎節1か2会場を用いての集約開催であった[5]。
- 一つのクラブから複数チームを参加させてもよい。ただし、セカンドチームはトップチームよりも下のリーグにしか所属できない。トップチームが降格してセカンドチームと同一のリーグに所属となる場合、セカンドチームは繰り下げ降格となる。
- 同一クラブに所属する第4種年代（小学生年代）の選手を参加させることも認められている。

### 年度別の方式
2007年
8チームによる1回総当たり。
2008年
10チームによる1回総当たり。
2009年
2部制を導入。1部2部ともに6チームずつの2回総当たり。1部6位と2部1位が自動入れ替え、2部6位は自動降格、2部5位はブロックリーグ代表チームとの2部リーグ参入戦に出場する。
2010年
1部2部ともに6チームずつの2回総当たり。1部6位と2部1位が自動入れ替え。翌年より2部リーグを12チームとするため、2部リーグからの降格は行わず、ブロックリーグから6チームが昇格する。
2011年
1部は6チームの3回総当たり、2部は12チームを6チームずつに分けてそれぞれ3回総当たり。翌年より1部リーグ・2部リーグともに8チームずつにするため、2部リーグの各組1位チームは1部昇格、2部リーグの各組2位チームと1部リーグ6位チームで入れ替え戦（1チーム参入）、2部リーグの各組6位チームは自動降格、2部リーグの各組5位チームはブロックリーグ代表チームとの入れ替え戦に出場する。
2012年 - 2015年
1部2部ともに8チームずつの2回総当たり。1部8位と2部1位が自動入れ替え、1部7位は2部2位と入れ替え戦を行う。2部8位は自動降格、2部7位はブロックリーグ代表チームとの入れ替え戦に参加する。
なお2016年より2部リーグを10チームにするため、2015年の入れ替え戦（2部7位のチームならびにブロックリーグから7チーム）からは4チームが北海道2部に昇格する。
2016年 - 2019年
1部8チーム、2部10チームの2回総当たり戦。1部リーグの下位2チームが自動降格、2部リーグの上位2チームが1部自動昇格。2部リーグの下位2チームがブロックリーグへ自動降格、参入戦出場チームのうち参入意志のある上位2チームが2部へ昇格する。
なお2019年については、1部からの降格は1チーム・2部からの昇格は3チーム・2部からの降格は1チーム・参入戦からの昇格は3チームとする（これにより、2020年は1部10チーム・2部10チームとなる）。
2020年
1部10チーム、2部10チーム。新型コロナウイルス流行の影響により、リーグ戦は1回総当たりとなり、昇降格も実施しない。（ただし、2020年に2部に参加していた伊達市立伊達中学校は2021年の2部に参加しておらず、代わってフロンティアトルナーレFCが2021年の2部に参加している。）
2021年
当初は1部10チーム・2部10チームによる2回総当たりを予定していたものの、新型コロナウイルス流行の影響により中止試合が相次いだことから、以下の決定がなされた。
- リーグ戦は10月24日の試合をもって打ち切り、以後は代替日程は設定しない。
- 高円宮杯出場チームは開催要項の通り、1部リーグの全チームが9試合以上実施していた場合はその時点の成績から順位を算出して決定（詳細略）、そうでない場合は前年の上位2チームが推薦出場する。（結果、全チームとも試合数が9試合に満たなかったため、前年成績により北海道コンサドーレ札幌U-15と北海道コンサドーレ室蘭U-15が出場することとなった。）
- 1部と2部の入れ替えは行わない。
- 2部からブロックリーグへの降格は行わないが、ブロックリーグからは2部に2チームが昇格する。（よって翌年は1部10チーム・2部12チームとなる。）

2022年
1部10チーム・2部12チームによる2回総当たり。1部リーグの下位2チームが自動降格、2部リーグの上位2チームが1部自動昇格。また2部リーグの下位チームは本来2チームがブロックリーグへ自動降格するところ、当年については4チームが自動降格する。（よって翌年は1部10チーム・2部10チームとなる。）

## 参加チーム（2023年）
2022年ポストシーズンの参入戦の結果：2022年度第7回北海道ブロックカブスリーグ決勝大会兼北海道カブス2部リーグ参入戦 　最終結果
| チーム名                   | 公式サイト | 所属地区 | 2022年順位 |
| -------------------------- | ---------- | -------- | ---------- |
| 北海道コンサドーレ札幌U-15 |            | 札幌     | 1位        |
| 北海道コンサドーレ旭川U-15 |            | 旭川     | 2位        |
| 札幌ジュニアFCユース       |            | 札幌     | 3位        |
| アンフィニMAKI.FC          |            | 札幌     | 4位        |
| スプレッド・イーグルFC函館 |            | 函館     | 5位        |
| SSSジュニアユース          |            | 札幌     | 6位        |
| 北海道コンサドーレ室蘭U-15 |            | 室蘭     | 7位        |
| ASC北海道U-15              |            | 苫小牧   | 8位        |
| 幕別札内FC                 |            | 十勝     | 2部1位     |
| 札幌大谷中学校             |            | 札幌     | 2部2位     |

| チーム名                        | 公式サイト | 所属地区 | 2022年順位 |
| ------------------------------- | ---------- | -------- | ---------- |
| FC DENOVA                       |            | 札幌     | 1部9位     |
| アプリーレ札幌U-15              |            | 札幌     | 1部10位    |
| クラブフィールズU-15            |            | 札幌     | 3位        |
| DOHTO Jrユース                  |            | 千歳     | 4位        |
| 北海道コンサドーレ釧路U-15      |            | 釧路     | 5位        |
| TRAUM SV旭川                    |            | 旭川     | 6位        |
| プログレッソ十勝FC U-15         |            | 十勝     | 7位        |
| スプレッド・イーグルFC函館(2nd) |            | 函館     | 8位        |
| SC釧路U-15                      |            | 釧路     | 道東1位    |
| 北海道コンサドーレ札幌U-15(2nd) |            | 札幌     | 札幌1位    |

## 結果
凡例： 昇格   降格 

### 2007年 - 2008年
| 年   | 1位              | 2位 | 3位                      | 4位                      | 5位          | 6位              | 7位              | 8位        | 9位        | 10位             | 出典   |
| ---- | ---------------- | --- | ------------------------ | ------------------------ | ------------ | ---------------- | ---------------- | ---------- | ---------- | ---------------- | ------ |
| 2007 | コンサドーレ札幌 | SSS | スプレッド・イーグル函館 | フォーザ                 | 札幌ジュニア | TFCジュントス    | 札幌あいの里東中 | 岩見沢豊中 | －         | －               | [ 21 ] |
| 2008 | コンサドーレ札幌 | SSS | DOHTO                    | スプレッド・イーグル函館 | 札幌ジュニア | コンサドーレ旭川 | アンフィニMAKI   | ユニオン   | 旭川啓北中 | 札幌あいの里東中 | [ 22 ] |

### 2009年 - 2019年

#### 1部
| 年   | 1位                      | 2位                      | 3位                      | 4位                      | 5位                      | 6位                      | 7位                      | 8位              | 出典   |
| ---- | ------------------------ | ------------------------ | ------------------------ | ------------------------ | ------------------------ | ------------------------ | ------------------------ | ---------------- | ------ |
| 2009 | コンサドーレ札幌         | 札幌ジュニア             | アンフィニMAKI           | SSS                      | スプレッド・イーグル函館 | DOHTO                    | －                       | －               | [ 23 ] |
| 2010 | コンサドーレ札幌         | SSS                      | アンフィニMAKI           | 札幌ジュニア             | フロンティアトルナーレ   | スプレッド・イーグル函館 | －                       | －               | [ 24 ] |
| 2011 | コンサドーレ札幌         | スプレッド・イーグル函館 | SSS                      | アンフィニMAKI           | 札幌ジュニア             | 帯北アンビシャス         | －                       | －               | [ 25 ] |
| 2012 | スプレッド・イーグル函館 | SSS                      | コンサドーレ札幌         | アンフィニMAKI           | 札幌ジュニア             | クラブフィールズ         | プログレッソ十勝         | コンサドーレ旭川 | [ 26 ] |
| 2013 | コンサドーレ札幌         | アンフィニMAKI           | スプレッド・イーグル函館 | SSS                      | 札幌ジュニア             | クラブフィールズ         | 伊達中                   | プログレッソ十勝 | [ 27 ] |
| 2014 | コンサドーレ札幌         | SSS                      | アンフィニMAKI           | コンサドーレ旭川         | クラブフィールズ         | 札幌ジュニア             | スプレッド・イーグル函館 | DOHTO            | [ 28 ] |
| 2015 | コンサドーレ札幌         | SSS                      | アンフィニMAKI           | クラブフィールズ         | 札幌ジュニア             | コンサドーレ旭川         | プログレッソ十勝         | 伊達中           | [ 29 ] |
| 2016 | コンサドーレ札幌         | スプレッド・イーグル函館 | コンサドーレ旭川         | ASC                      | アンフィニMAKI           | SSS                      | 札幌ジュニア             | クラブフィールズ | [ 30 ] |
| 2017 | アンフィニMAKI           | コンサドーレ札幌         | SSS                      | スプレッド・イーグル函館 | コンサドーレ旭川         | ASC                      | DOHTO                    | DENOVA           | [ 31 ] |
| 2018 | コンサドーレ札幌         | コンサドーレ旭川         | スプレッド・イーグル函館 | SSS                      | アンフィニMAKI           | クラブフィールズ         | アプリーレ札幌           | ASC              | [ 32 ] |
| 2019 | コンサドーレ札幌         | スプレッド・イーグル函館 | コンサドーレ旭川         | SSS                      | 札幌ジュニア             | アンフィニMAKI           | DENOVA                   | クラブフィールズ | [ 33 ] |

#### 2部
| 年   | 年   | 1位                      | 2位              | 3位                    | 4位                    | 5位               | 6位              | 7位                    | 8位               | 9位                           | 10位             | 出典   |
| ---- | ---- | ------------------------ | ---------------- | ---------------------- | ---------------------- | ----------------- | ---------------- | ---------------------- | ----------------- | ----------------------------- | ---------------- | ------ |
| 2009 | 2009 | フロンティアトルナーレ   | 帯北アンビシャス | フォーザ               | コンサドーレ旭川       | R・シュペルブ釧路 | ユニオン         | －                     | －                | －                            | －               | [ 23 ] |
| 2010 | 2010 | コンサドーレ旭川         | 帯北アンビシャス | プログレッソ十勝       | ASC                    | ユニオン          | DOHTO            | －                     | －                | －                            | －               | [ 24 ] |
| 2011 | A組  | プログレッソ十勝         | フォーザ         | ユニオン               | サンクFCくりやま       | DOHTO             | 旭川緑が丘中     | －                     | －                | ー                            | ー               | [ 25 ] |
| 2011 | B組  | コンサドーレ旭川         | クラブフィールズ | 伊達中                 | フロンティアトルナーレ | 帯広FC            | ASC              | －                     | －                | ー                            | ー               | [ 25 ] |
| 2012 | 2012 | 伊達中                   | ユニオン         | 帯北アンビシャス       | フロンティアトルナーレ | DOHTO             | フォーザ         | サンクFCくりやま       | 泊SC              | ー                            | ー               | [ 26 ] |
| 2013 | 2013 | DOHTO                    | コンサドーレ旭川 | 帯北アンビシャス       | フロンティアトルナーレ | DENOVA            | SC釧路           | CASCAVEL               | フォーザ          | ー                            | ー               | [ 34 ] |
| 2014 | 2014 | プログレッソ十勝         | 伊達中           | フロンティアトルナーレ | DENOVA                 | 帯北アンビシャス  | ASC              | Generale Muroran       | SC釧路            | ー                            | ー               | [ 35 ] |
| 2015 | 2015 | スプレッド・イーグル函館 | ASC              | 帯北アンビシャス       | DOHTO                  | DENOVA            | Generale Muroran | フロンティアトルナーレ | R・シュペルブ釧路 | ー                            | ー               | [ 36 ] |
| 2016 | 2016 | DOHTO                    | DENOVA           | フロンティアトルナーレ | 帯北アンビシャス       | 旭川緑が丘中      | SSS(2nd)         | プログレッソ十勝       | Generale Muroran  | 北湘南サッカースクール        | 伊達中           | [ 37 ] |
| 2017 | 2017 | クラブフィールズ         | アプリーレ札幌   | 帯北アンビシャス       | プログレッソ十勝       | Generale Muroran  | 札幌ジュニア     | SSS(2nd)               | 旭川緑が丘中      | フロンティアトルナーレ        | NORTE札幌        | [ 38 ] |
| 2018 | 2018 | 札幌ジュニア             | DENOVA           | DOHTO                  | プログレッソ十勝       | 帯北アンビシャス  | ジュネラーレ室蘭 | SSS(2nd)               | コンサドーレ釧路  | 旭川緑が丘中                  | サンクFCくりやま | [ 39 ] |
| 2019 | 2019 | コンサドーレ室蘭         | ASC              | アプリーレ札幌         | コンサドーレ釧路       | DOHTO             | プログレッソ十勝 | SSS(2nd)               | 帯北アンビシャス  | スプレッド・イーグル函館(2nd) | 泊SC             | [ 40 ] |

### 2020年 -

#### 1部
| 年   | 1位              | 2位                      | 3位                      | 4位              | 5位                      | 6位                      | 7位              | 8位              | 9位            | 10位           | 出典            |
| ---- | ---------------- | ------------------------ | ------------------------ | ---------------- | ------------------------ | ------------------------ | ---------------- | ---------------- | -------------- | -------------- | --------------- |
| 2020 | コンサドーレ札幌 | コンサドーレ室蘭         | スプレッド・イーグル函館 | 札幌ジュニア     | コンサドーレ旭川         | SSS                      | アンフィニMAKI   | DENOVA           | アプリーレ札幌 | ASC            | [ 41 ]          |
| 2021 | コンサドーレ旭川 | スプレッド・イーグル函館 | SSS                      | コンサドーレ室蘭 | コンサドーレ札幌         | アンフィニMAKI           | 札幌ジュニア     | DEVOVA           | ASC            | アプリーレ札幌 | [ 42 ] [ 注 1 ] |
| 2022 | コンサドーレ札幌 | コンサドーレ旭川         | 札幌ジュニア             | アンフィニMAKI   | スプレッド・イーグル函館 | SSS                      | コンサドーレ室蘭 | ASC              | DEVOVA         | アプリーレ札幌 | [ 43 ]          |
| 2023 | コンサドーレ札幌 | アンフィニMAKI           | 札幌大谷中               | SSS              | 札幌ジュニア             | スプレッド・イーグル函館 | コンサドーレ旭川 | コンサドーレ室蘭 | ASC            | 幕別札内FC     | [ 44 ]          |

#### 2部
| 年   | 1位            | 2位              | 3位              | 4位              | 5位              | 6位                           | 7位              | 8位                           | 9位                           | 10位   | 11位   | 12位                   | 出典            |
| ---- | -------------- | ---------------- | ---------------- | ---------------- | ---------------- | ----------------------------- | ---------------- | ----------------------------- | ----------------------------- | ------ | ------ | ---------------------- | --------------- |
| 2020 | DOHTO          | クラブフィールズ | コンサドーレ釧路 | プログレッソ十勝 | SSS(2nd)         | スプレッド・イーグル函館(2nd) | 札幌大谷中       | FC網走                        | 帯北アンビシャス              | 伊達中 | ―      | ―                      | [ 45 ]          |
| 2021 | 札幌大谷中     | SSS(2nd)         | コンサドーレ釧路 | DOHTO            | プログレッソ十勝 | クラブフィールズ              | 帯北FC           | フロンティアトルナーレ        | スプレッド・イーグル函館(2nd) | FC網走 | ―      | ―                      | [ 46 ] [ 注 1 ] |
| 2022 | 幕別札内FC     | 札幌大谷中       | クラブフィールズ | DOHTO            | コンサドーレ釧路 | TRAUM SV旭川                  | プログレッソ十勝 | スプレッド・イーグル函館(2nd) | SSS(2nd)                      | FC網走 | 帯北FC | フロンティアトルナーレ | [ 47 ]          |
| 2023 | アプリーレ札幌 | DOHTO            | プログレッソ十勝 | DEVOVA           | クラブフィールズ | コンサドーレ札幌(2nd)         | コンサドーレ釧路 | TRAUM SV旭川                  | スプレッド・イーグル函館(2nd) | SC釧路 | ―      | ―                      | [ 48 ]          |